# Władysław Janowski (lekarz)

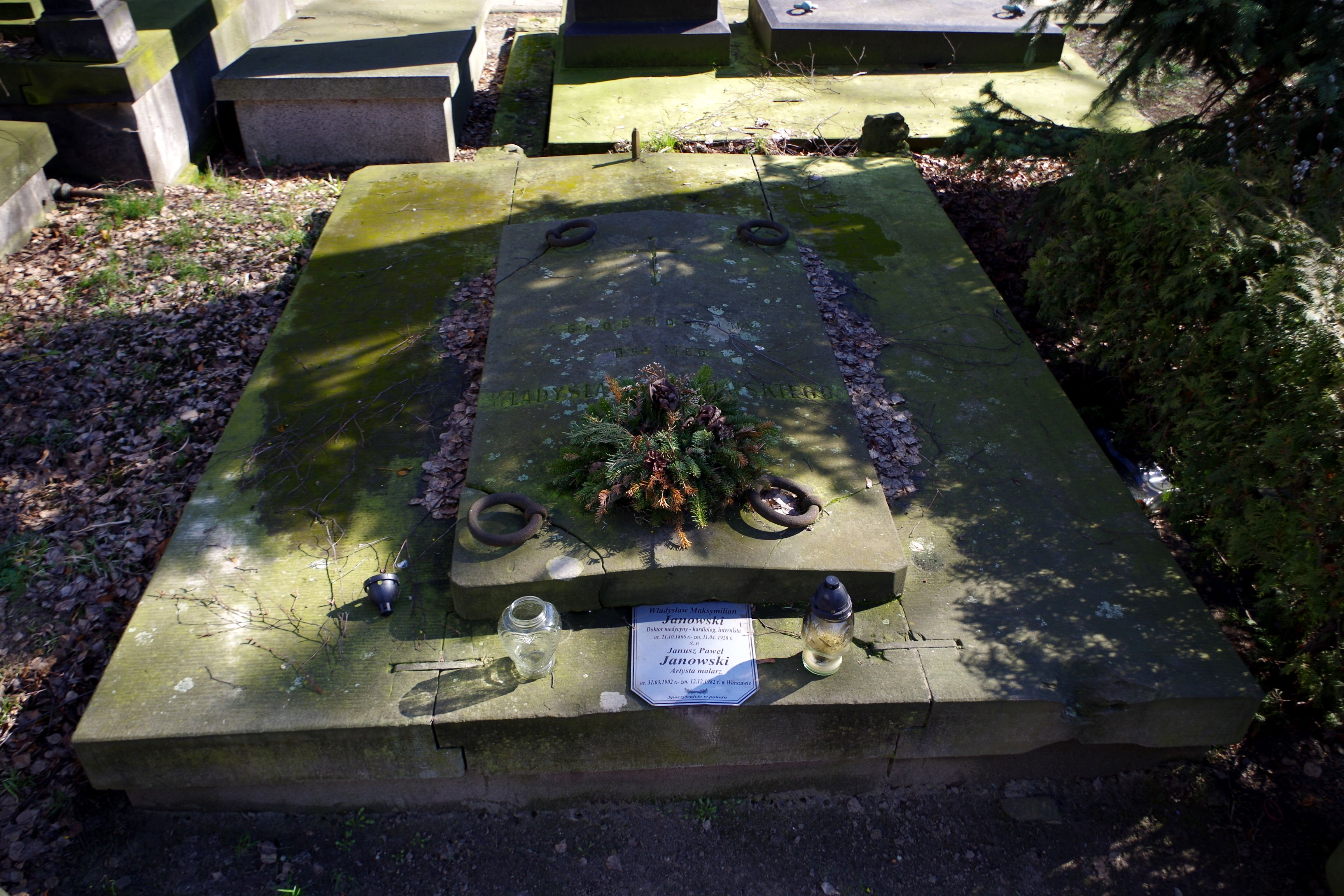
Grób lekarza Władysława Maksymiliana Janowskiego i artysty malarza Janusza Pawła Janowskiego na Cmentarzu ewangelicko-reformowanym w Warszawie

Władysław Maksymilian Janowski (ur. 21 października 1866 w Warszawie, zm. 11 kwietnia 1928 tamże) – polski lekarz internista, bakteriolog, wydawca. 

## Życiorys
W 1885 ukończył gimnazjum i rozpoczął studia na Wydziale Lekarskim Cesarskiego Uniwersytetu Warszawskiego, który ukończył pięć lat później otrzymując dyplom cum eximia laude. Już podczas studiów pracował w zakładzie anatomii patologicznej kierowanej przez prof. Włodzimierza Brodowskiego, w tym czasie napisał nagrodzoną przez uczelnię medalem pracę "O przyczynach zapaleń ropnych". Po otrzymaniu dyplomu lekarskiego został asystentem na oddziale chorób wewnętrznych, którym kierował prof. Teodor Dunin. Od 1893 pełnił równolegle funkcję bakteriologa w warszawskim magistracie, skąd wysłano go na kontynuację nauki do Paryża, a następnie do Berlina. W 1899 wygrał konkurs na stanowisko ordynatora oddziału chorób wewnętrznych Szpitala Dzieciątka Jezus, który stał się dzięki niemu placówką naukową i pedagogiczną. Współpracował z redakcjami "Pamiętnika Towarzystwa Lekarskiego Warszawskiego", "Zdrowia" oraz "Archiwum Medycyny Wewnętrznej". W 1903 otrzymał tytuł docenta Wojskowej Akademii Lekarskiej w Sankt Petersburgu, cztery lata później został członkiem założycielem Towarzystwa Naukowego Warszawskiego, współzałożycielami byli również m.in. Ignacy Baranowski i Włodzimierz Spasowicz. Władysław Janowski był również członkiem wielu krajowych i zagranicznych towarzystw naukowych, w 1923 Uniwersytet Warszawski nadał mu tytuł docenta medycyny wewnętrznej.
Napisał w sumie koło 120 prac zakresu kardiologii i innych zagadnień internistycznych. Dokonał podziału przyczyn stwardnienia tętnic na nerwowe, mechaniczne i chemiczne, a następnie dowiódł, ż wpływają one na powstawanie zwiększonej czynności układu krążenia, a poprzez to wpływają na wzrost ciśnienia krwi. Pochowany został na cmentarzu ewangelicko-reformowanym w Warszawie (kwatera B-5-4).